# Gymnastikos Syllogos Kallithea 2016-2017
Questa voce raccoglie le informazioni riguardanti il Gymnastikos Syllogos Kallithea nelle competizioni ufficiali della stagione 2016-2017.

## Rosa
Fonte:
| N. |                       | Ruolo | Calciatore              |
| -- | --------------------- | ----- | ----------------------- |
|    | Grecia (bandiera)     | P     | Panagiotis Dounis       |
|    | Grecia (bandiera)     | P     | Athanasios Michelis     |
|    | Grecia (bandiera)     | P     | Nikos Stavrianos        |
|    | Mali (bandiera)       | D     | Drissa Diakité          |
|    | Grecia (bandiera)     | D     | Petros Leventis         |
|    | Grecia (bandiera)     | D     | Nikos Patas             |
|    | Canada (bandiera)     | D     | Dimitrios Stamopoulos   |
|    | Grecia (bandiera)     | D     | Stathis Syriopoulos     |
|    | Grecia (bandiera)     | D     | Tryfon Tsonis           |
|    | Brasile (bandiera)    | C     | Alexandre Júnior        |
|    | Grecia (bandiera)     | C     | Dionysis Belis          |
|    | Portogallo (bandiera) | C     | Braima Candé            |
|    | Albania (bandiera)    | C     | Damian Gjini            |
|    | Grecia (bandiera)     | C     | Savvas Iliadis          |
|    | Grecia (bandiera)     | C     | Georgios Katsikogiannis |
|    | Grecia (bandiera)     | C     | Angelos Kerasidis       |
|    | Grecia (bandiera)     | C     | Nikos Kottas            |

| N. |                    | Ruolo | Calciatore            |
| -- | ------------------ | ----- | --------------------- |
|    | Grecia (bandiera)  | C     | Angelos Piniotis      |
|    | Serbia (bandiera)  | C     | Stefan Stefanović     |
|    | Albania (bandiera) | C     | Grigor Topalli        |
|    | Grecia (bandiera)  | C     | Alexios Touroukis     |
|    | Albania (bandiera) | C     | Ireneo Ζezaj          |
|    | Cipro (bandiera)   | A     | Rafail Giangoudakis   |
|    | Albania (bandiera) | A     | Aurel Gjeci           |
|    | Grecia (bandiera)  | A     | Michalis Kouiroukidis |
|    | Grecia (bandiera)  | A     | Kostas Krevvatas      |
|    | Grecia (bandiera)  | A     | Leonidas Kyrizakis    |
|    | Albania (bandiera) | A     | Orestis Mako          |
|    | Grecia (bandiera)  | A     | Alexandros Smyrlis    |
|    | Grecia (bandiera)  | A     | Nikos Stamatakos      |
|    | Grecia (bandiera)  | A     | Vasilios Tabakis      |
|    | Grecia (bandiera)  | A     | Andreas Tsipras       |
|    | Ghana (bandiera)   | A     | Eric Warden           |